# Honey Ogundeyi
Oyindamola Honey Ogundeyi là người sáng lập Fashpa.com, một trang thương mại điện tử Nigeria chuyên thiết kế và bán sản phẩm trực tuyến và tại cửa hàng và cũng bán các nhãn hiệu thời trang và phong cách sống từ thị trường quốc tế cho Nigeria. Cô đã ra mắt một vlog doanh nhân có tên Side Hustle to Empire vào năm 2017, nơi cô đưa ra lời khuyên về cách cô bắt đầu và điều hành doanh nghiệp của mình.

## Giáo dục
Cô bắt đầu giáo dục trung học của mình tại trường cao đẳng Queens Yaba, Lagos và hoàn thành chương trình giáo dục trung học của mình tại trường cao đẳng Alexandra ở Dublin, Ireland. Sau đó, cô tiếp tục đến Đại học Birmingham và tốt nghiệp Cử nhân Quản lý và Chính sách công.

## Sự nghiệp
Ogundeyi là một công ty liên kết với Tập đoàn UBA từ năm 2004 đến 2006. Sau đó, cô làm việc cho các công ty bao gồm McKinsey & Company, nơi cô làm việc tư vấn tại Brussels và Johannesburg. Sau khi làm việc với McKinsey & Company, cô đã làm việc với Ericsson với tư cách là Giám đốc quản lý thương hiệu cho khu vực châu Phi hạ Sahara và sau đó chuyển sang Google làm Giám đốc công nghiệp.
Ogundeyi ra mắt Fashpa.com vào tháng 4 năm 2014. Cô thành lập công ty sau khi không thể có được đôi giày mình muốn từ chợ Balogun ở đảo Lagos, Nigeria.

## Giải thưởng và giấy chứng nhận
Năm 2016, Ogundeyi đã được Diễn đàn kinh tế thế giới liệt kê là một trong 10 nhà đổi mới hàng đầu ở châu Phi cũng như 10 thanh niên Nigeria có ảnh hưởng nhất dưới 40 tuổi về Công nghệ. Năm 2014, cô được Forbes liệt kê là một trong 10 nữ doanh nhân mới nổi nhất để theo dõi ở châu Phi. Cô cũng đã được công nhận là Đại sứ Thế giới trẻ Một đại diện cho Nigeria.